# Последнее лето детства
«После́днее ле́то де́тства» — советский телевизионный художественный фильм, поставленный режиссёром Валерием Рубинчиком на киностудии «Беларусьфильм» в 1974 году.

## Сюжет
Действие фильма происходит в Москве в 1925 году, во времена НЭПа. Трое главных героев — Миша, Генка и Слава — выросли и стали комсомольцами. В их дворе происходит убийство — ночью застрелили инженера Зимина. Главным подозреваемым оказывается местный хулиган. Тем не менее Миша отказывается безоговорочно поверить в его вину и пытается самостоятельно найти доказательства. Занимаясь расследованием, ему удаётся не только выйти на след банды, причастной к убийству, но и прервать цепь хищений, которые совершались на мануфактуре, где работал Зимин. Ему также удаётся спасти нескольких беспризорников от вовлечения в преступную деятельность.

## В ролях
- Владимир Антоник — Миша Поляков, комсомолец
- Евгений Евстигнеев — Валентин Валентинович Навроцкий, агент-снабженец
- Вячеслав Молоков — Витька Буров по прозвищу «Альфонс Доде», местный хулиган
- Серёжа Беляк — Лёня Панфилов по кличке «Шныра», сын работника склада
- Саша Катько — Паштет
- Люда Куцелай — Белка
- Александр Жданов — Генка Петров
- Леонид Белозорович — Антон
- Николай Денисов — Славка Эльдаров
- Владимир Герасимов — Юра
- Владимир Лосев — Костя-Карлик
- Олег Грачёв — Андрей Зимин по кличке «Фургон», сын инженера
- Александр Вокач — Николай Львович Зимин, главный инженер
- Зоя Осмоловская — Ольга Дмитриевна Зимина, его жена
- Ирина Борисова — Люда Зимина
- Вадим Ганшин — Василий Иванович, фотограф
- Виктор Лебедев — тапёр
- Геннадий Овсянников — Евгений Иванович Красавцев, начальник сбыта
- Юрий Сидоров — Свиридов
- Вера Кавалерова
- Александр Кашперов — синеблузник
- Георгий Штиль — отец Витьки Бурова
- Валентина Ананьина — мать Витьки Бурова
- Георгий Ручимский — старик-бутылочник
- Анатолий Чарноцкий
- Николай Горлов — Панфилов, работник склада
- Рогволд Суховерко — жулик
- Борис Вишкарев
- Александра Зимина — бабушка, «приютившая» Белку

## Съёмочная группа
- Автор сценария: Анатолий Рыбаков
- Режиссёр: Валерий Рубинчик
- Оператор: Марк Брауде
- Художник: Михаил Карпук
- Композитор: Евгений Глебов
- Тексты песен: Булат Окуджава

## История создания
Картина представляет собой заключительную часть приключенческой трилогии («Кортик», «Бронзовая птица», «Выстрел»). Снявший первые две части режиссёр Николай Калинин неожиданно умер 12 февраля 1974 года в период озвучивания второго фильма, и третью часть доверили снимать Валерию Рубинчику.
Киносценарий ленты был опубликован раньше книжной версии, а затем переработан в повесть. Автору сценария Анатолию Рыбакову при первом просмотре фильм категорически не понравился, он сделал 27 замечаний.
По словам Изольды Кавелашвили, возглавлявшей телевизионное объединение «Беларусьфильма», Рыбакова раздражало в фильме абсолютно всё: «В „Кортике“ и „Бронзовой птице“ всё ему было родным, а тут всё чужое. Он не принял всю стилистику фильма».
Поскольку без одобрения Рыбаковым фильм принимать отказывались, Рубинчику пришлось вносить изменения.

## Песни
«Я не богат» (Е. Глебов — Б. Окуджава)